# Телл-Сіті (Індіана)
Телл-Сіті (англ. Tell City) — місто (англ. city) в США, в окрузі Перрі штату Індіана. Населення — 7506 осіб (2020).

## Географія
Телл-Сіті розташований за координатами 37°57′11″ пн. ш. 86°45′33″ зх. д. / 37.95306° пн. ш. 86.75917° зх. д. (37.953015, -86.759257).  За даними Бюро перепису населення США в 2010 році місто мало площу 12,01 км², з яких 11,74 км² — суходіл та 0,27 км² — водойми.

## Демографія
Згідно з переписом 2010 року, у місті мешкали 7272 особи в 3224 домогосподарствах у складі 1971 родини. Густота населення становила 605 осіб/км².  Було 3574 помешкання (297/км²).
Расовий склад населення:
| - 97,5 % — білих - 0,7 % — азіатів - 0,3 % — корінних американців - 0,3 % — чорних або афроамериканців |

До двох чи більше рас належало 0,9 %. Частка іспаномовних становила 1,0 % від усіх жителів.
За віковим діапазоном населення розподілялося таким чином: 22,0 % — особи молодші 18 років, 58,7 % — особи у віці 18—64 років, 19,3 % — особи у віці 65 років та старші. Медіана віку мешканця становила 42,0 року. На 100 осіб жіночої статі у місті припадало 90,3 чоловіків;  на 100 жінок у віці від 18 років та старших — 86,8 чоловіків також старших 18 років.
Середній дохід на одне домашнє господарство  становив 52 274 долари США (медіана — 41 900), а середній дохід на одну сім'ю — 63 782 долари (медіана — 56 149). Медіана доходів становила 40 873 долари для чоловіків та 28 060 доларів для жінок. За межею бідності перебувало 16,6 % осіб, у тому числі 24,8 % дітей у віці до 18 років та 11,4 % осіб у віці 65 років та старших.
Цивільне працевлаштоване населення становило 3475 осіб. Основні галузі зайнятості: виробництво — 31,5 %, освіта, охорона здоров'я та соціальна допомога — 17,0 %, мистецтво, розваги та відпочинок — 13,6 %.